# Demétrio de Rostóvia
São Demétrio de Rostóvia (geralmente latinizado como Demetrius, em russo:  Димитрий Ростовский, em ucraniano:  Димитрій Ростовський) (11 de dezembro de 1651 - 28 de outubro de 1709) foi um santo russo e principal oponente do cesaropapismo na Igreja Ortodoxa Russa promovida por Feofan Prokopovitch.
Demétrio às vezes é referido como compositor da primeira ópera russa, Os Mistérios de Rostóvia, em 1705, embora a natureza exata do seu trabalho, assim como seu lugar na história seja tópico de debate.
Também é autor de diversos trabalhos escritos, sendo o mais famoso o livro A vida dos santos (em russo:  Четьи-Минеи).

## Vida
Nasceu como Daniil Savvtich Tuptalo (ou Tuptalenko, de acordo com alguamas fontes) em uma família cossaca em 1651. Logo após sua família se mudou para Kiev, quando entrou para a Colégio de Kievo-Mohyla aos 11 anos. No dia 9 de julho de 1668, Daniil fez seus votos religiosos no monastério de São Cirilo em Kiev e lhe foi dado o nome monástico de Demétrio, em russo Dimitri (em homenagem a São Demétrio de Tessalônica).
Depois de um breve período em Tchernigov, Demétrio começou a visitar basílicas de santos eslavos bizantinos na Bielorrússia (na época eram propriedade das Igrejas Católicas bielorrussas e ucranianas de Rito Bizantino), ainda localizadas na Comunidade Lituano-Polaca naquela época. Em 1678 Dimitri retornou de Vilnius para Baturyn, na Ucrânia.
Durante os anos 1680, Demétrio viveu principalmente no Monastério de Kiev-Petchersk, enquanto seus sermões contra o alcoolismo e falta de moral fizeram sua popularidade subir em toda a Rússia. Foi apontado Hegumen (superior) dos principais monastérios na Ucrânia, mas concentrou sua atenção no projeto ambicioso de integrar as vidas de todos os santos russos em apenas uma obra, a qual ele publicava mensalmente ou como Menologium entre 1684 e 1705. Também estudou a história eclesiástica da Igreja Ortodoxa Russa.

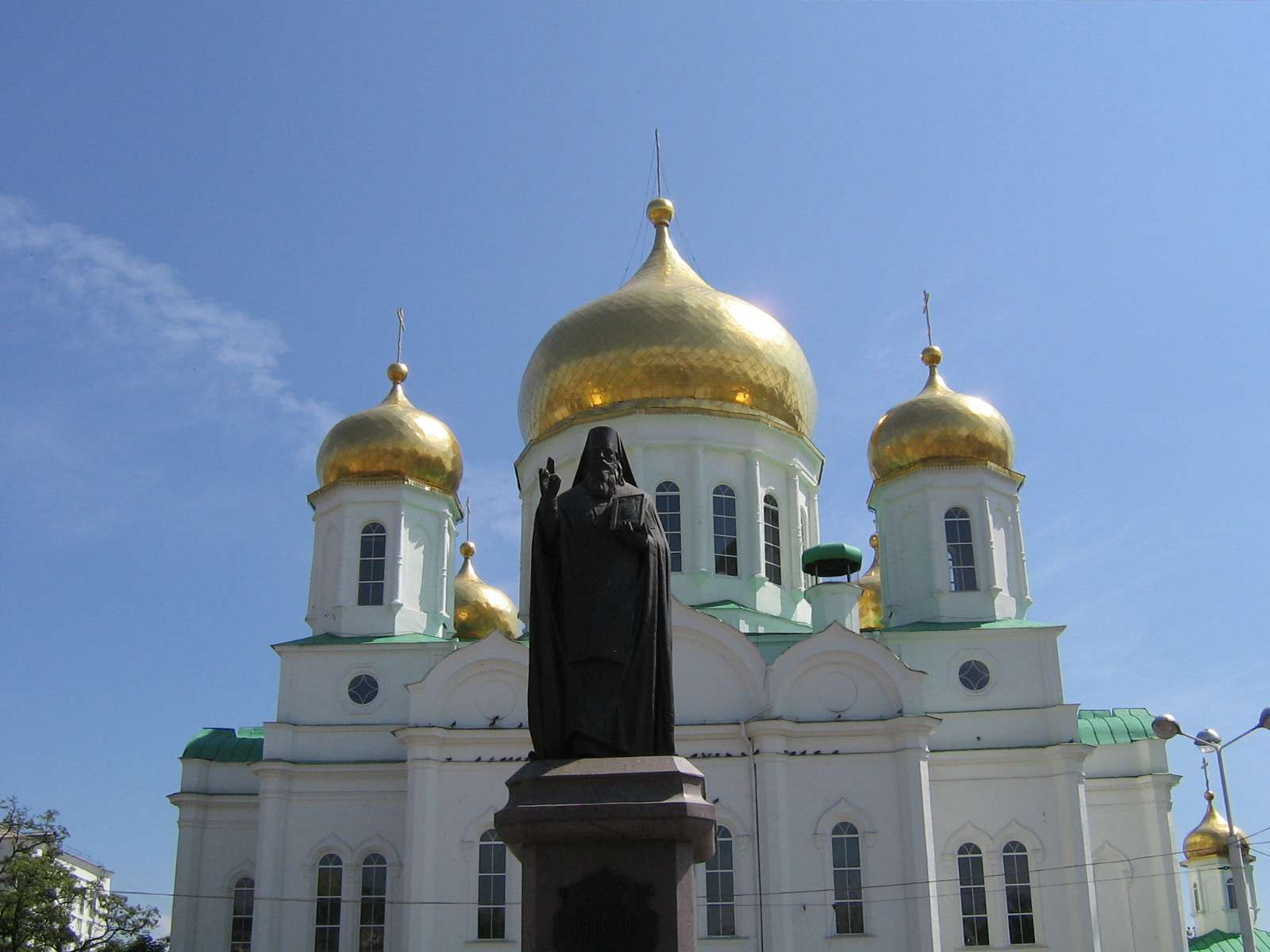
Estátua de São Dimitri de Rostov em frente a catedral de Rostov do Don.

Em 1701 Demétrio foi indicado a Metropolita da Sibéria, mas, alegando má saúde, preferiu ficar em Moscou até ser indicado ao arcebispado de Rostov. Durante sua vida na Rússia, Dimitri opôs ambos os Velhos crentes e a política eclesiástica de Pedro I da Rússia, gradualmente se voltando ao partido de Eudóxia Lopukhina e Aleixo Petrovich. Dimitri também fez contribuições à educação russa, abrindo escolas e um pequeno teatro em Rostov, onde suas próprias peças seriam interpretadas.

## Trabalho como compositor
Demétrio também foi um compositor ativo, embora sua educação musical não seja documentada aparte do currículo padrão de música estabelecido por Feofan Prokopovitch no colégio de Kiev-Mohyla. Muitos de seus salmos penitenciais tiveram uma grande circulação, não apenas na Ucrânia mas também nos Balcãs, e muitos se tornaram uma parte integral da tradição folclórica ucraniana.
Demétrio também foi creditado como compositor da primeira ópera russa, a obra Mistérios de Rostov de seis horas de duração em 1705. 

## Morte
Na hora da morte de Demétrio, no dia 28 de outubro de 1709, suas relíquias foram colocadas no Mosteiro de São Jacó, que posteriromente seus seguidores reconstruiriam como o santuário de Demétrio. Uma fortaleza no Rio Dom foi nomeada em homenagem a Demétrio, nos dias de hoje é conhecida como Rostov do Don.

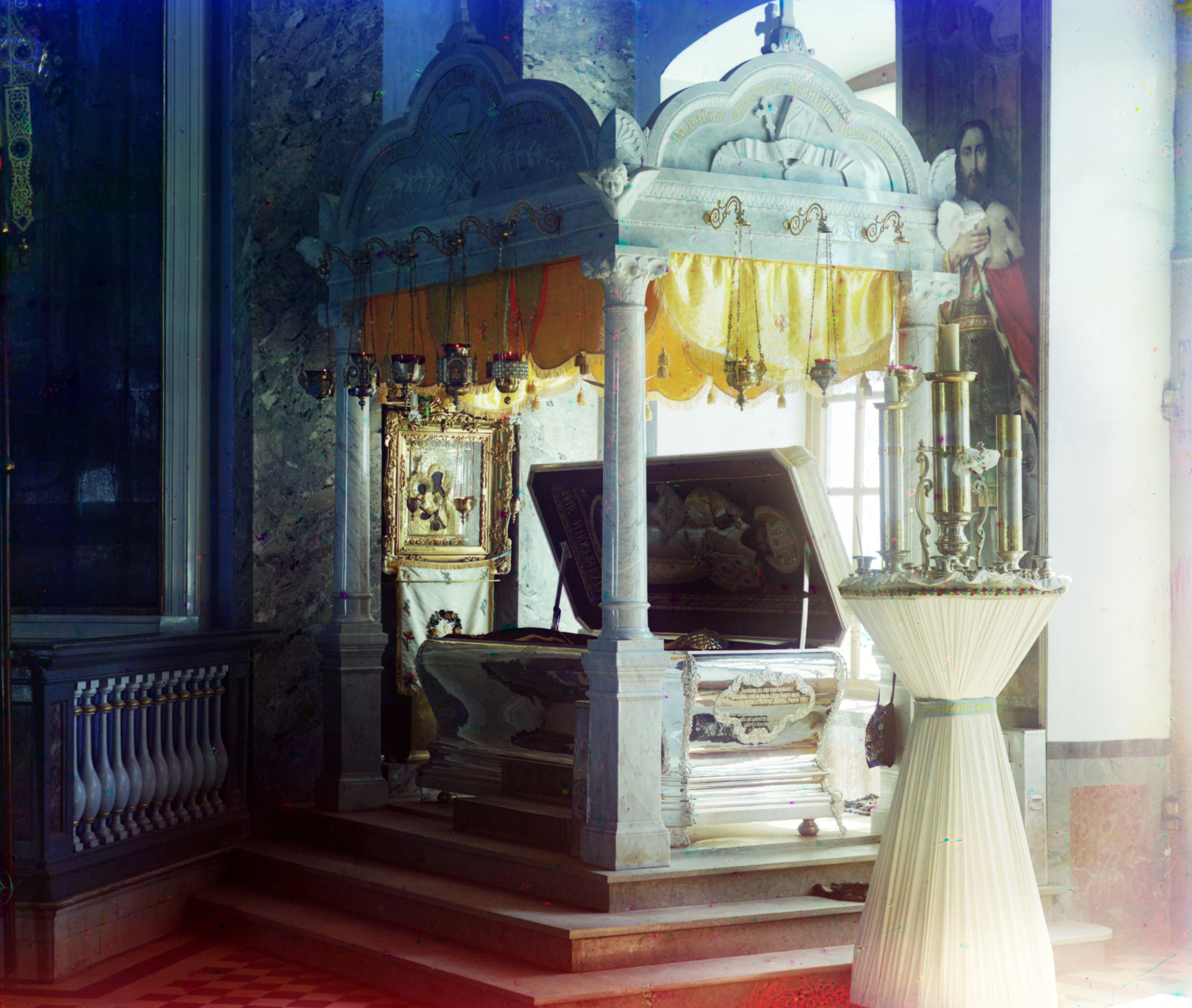
Relicário com os restos mortais de Dimitri (foto de 1913).
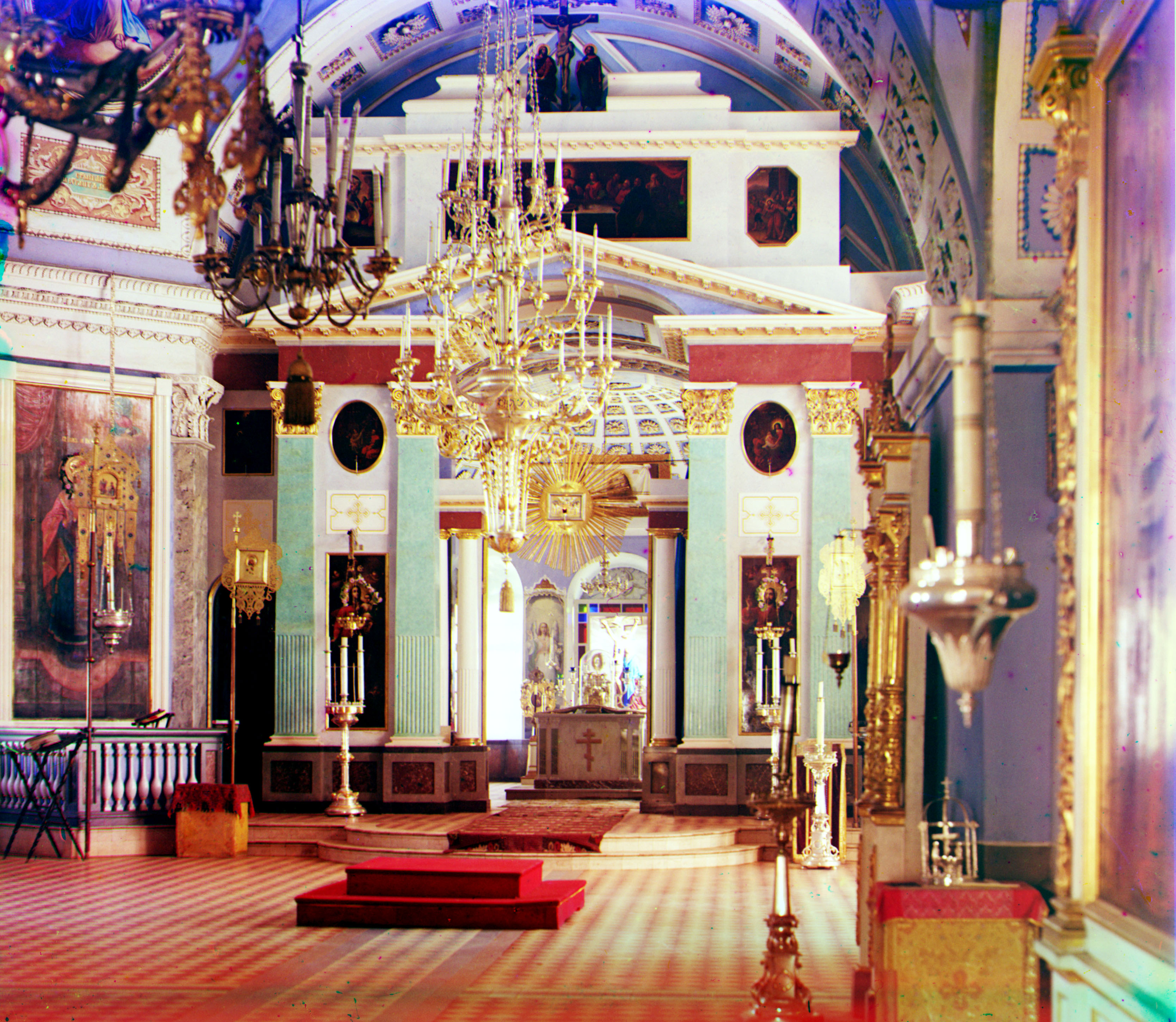
Igreja de São Dimitri em Rostov (foto de 1913).
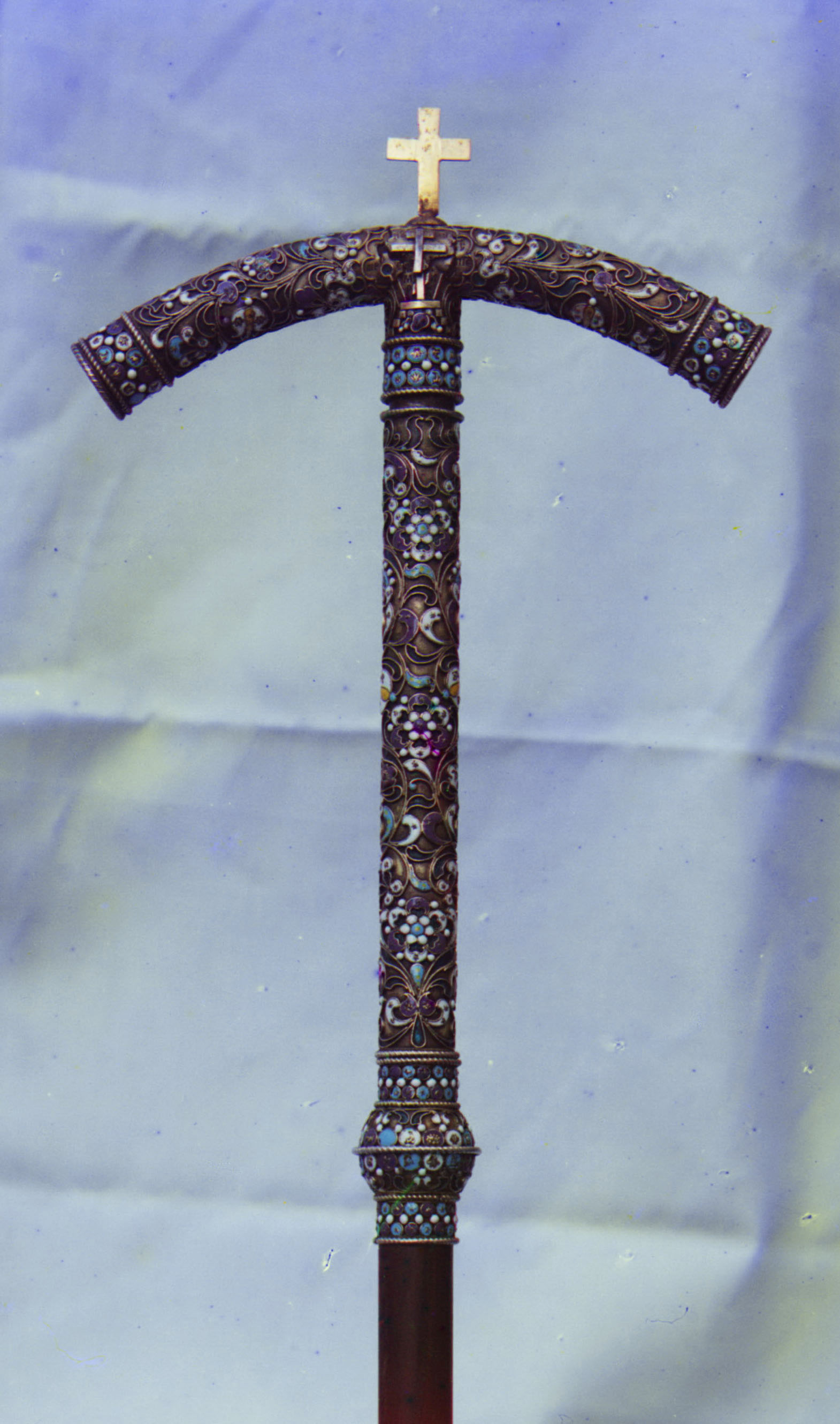
Báculo de São Dimitri (foto de 1913).
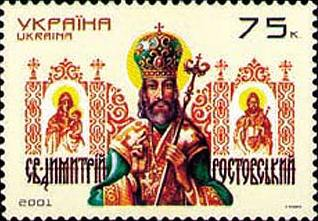
Estampa do serviço postal ucraniano com a imagem de São Dimitri.